# Kalachakra
Kalachakra, sanskrit:: कालचक्र; IAST: Kālacakra; Telugu: కాలచక్ర Tibetanska: དུས་ཀྱི་འཁོར་ལོ།; Wylie: dus-kyi 'khor-lo; Mongoliska Цогт Цагийн Хүрдэн: Tsogt Tsagiin Hurden) för "Tid-Hjul", med betydelsen "tidscykel", en av buddhismens tantriska traditioner. Kalachakra, som är särskilt vanligt förekommande inom tibetansk buddhism, betonar varandets cykliska förlopp och enheten mellan jaget och kosmos.